# Flettner Fl 282

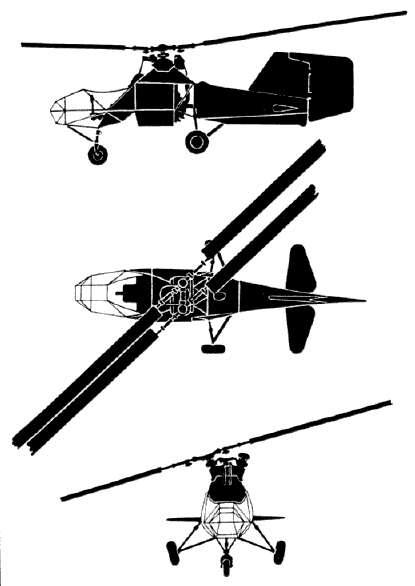
Ritning av Flettner Fl 282 Kolibri.

Flettner Fl 282 var en av de första militära helikoptrarna. Skaparen hette Anton Flettner. Fl 282 användes för spaningsuppdrag. Den hade ett relativt ovanligt rotorarrangemang, med dubbla snedställda rotorer. De två första prototyperna provades ut ombord på kryssaren Köln under 1941.

## Varianter
Fl 282 V1/7
prototyper.
Fl 282A-1
Ensitsig spaningshelikopter för användning på tyngre örlogsfartyg som kryssare och slagskepp. Testad i Östersjön och Medelhavet.
Fl 282A-2
Ensitsig spaningshelikopter för ubåtar med speciell hangar, endast projekt.
Fl 282B-1/B-2
Tvåsitsig spaningshelikopter för landbruk.